# Admiralitet
Admiralitet (Admiralty ili Board of Admiralty), naziv za ministarstvo ratne mornarice Velike Britanije.

## Povijesni razvoj
Nastaje 1546. kada je uz admirala Engleske (lord high admiral),  postavljeno savjetodavno tijelo (navy board) radi efikasnijeg upravljanja i zapovijedanja ratnom mornaricom. Ukazom (Admiralty Act) od 1832., vijeće je zamijenjeno s Admiralitetom. (Board of Admiralty), čije su funkcije proširene i na opskrbu te naoružanje. Na čelu je bio Prvi lord admiraliteta, redovno politička ličnost. Ispod njega su se, za posebna pitanja, nalazili nekoliko pomorskih lordova, najčešće pomorskih časnika, na čelu s Prvim pomorskim lordom.
Sve do 1911. admiralitet je imao više savjetodavni karakter, a njegovi su se članovi više bavili upravom i opskrbljivanjem nego operativnim pitanjima.
Kao Prvi lord admiraliteta, Winston Churchill je 1911. formirao Admiralski stožer (Naval Staff) u sklopu admiraliteta. Admiral John Jellicoe je kao Prvi pomorski lord 1917. reorganizirao osnove sistema rukovođenja. admiralitet je postao sustav s dva odvojena, ali združena tijela, jednim za planiranje i rukovođenje, a drugim za održavanje mornarice.
Po zakonskom propisu od 1947. stalne članove (Lords Commissioners) admiraliteta s pravom kolektivnog odlučivanja, sačinjavali su Prvi lord admiraliteta (First Lord of Admiralty), pet pomorskih lordova (Sea Lords) admiralskog čina, civilni lord (Civil Lord), parlamentarni i financijski tajnik i stalni tajnik. Odgovarao je za izgradnju, opremu i održavanje i zapovijedanje flotom, pomorskim zrakoplovstvom, i mornaričkim, pješaštvom. Osim flote i mornaričkog pješaštva, pod admiralitetom. su bila sva brodogradilišta, vojni zavodi i škole, a imao je i vlastite obrazovne ustanove i laboratorije.
Reorganizacijom britanskih oružanih snaga admiralitet je 1964. ukinut kao ministarstvo ratne mornarice, a njegove funkcije preuzelo je jedinstveno Ministarstvo obrane (The Ministry of Defence). U Vijeću obrane (The Defence Council) ratnu mornaricu predstavlja načelnik admiraliteta (operativni zapovjednik ratne mornarice). On rukovodi i najvišim organom mornarice, Svijet ratne mornarice (The Admiralty Board of the Defence Council).
Organe slične britanskom, admiralitetu imale su i druge pomorske države pod raznim, nazivima. Funkcije su im najčešće podijeljene između ministarstva ratne mornarice i admiralskog stožera. U carskoj Rusiji u 18. i 19. stoljeću Admiralteystvo (Адмиралтейство) je bila pomorska oblast koja je objedinjavala brodogradilišta, remontne zavode i skladišta, od 1802. ministarstvo ratne mornarice. Pod pojmom admiraliteta ponekad se smatra i skup admirala.